# 吉見 (田尻町)
吉見（よしみ）は、大阪府泉南郡田尻町の大字。

## 地理
田尻町西部に位置する。北はりんくうポート南、北から東にかけて嘉祥寺、南は泉佐野市南中樫井・泉南市北野、西は泉南市岡田に隣接する。

## 歴史
大阪湾に面した風光明媚な地で、古くは万葉集にも登場し、江戸時代には新井白石が漢詩『吉見里』を残している。
天保期に三上藩領となり、三上藩が明治初期に吉見村の春日神社境内に陣屋を移転して吉見藩となった。廃藩置県により吉見県となったが程なく堺県に統合された。
明治期には泉南の特産品である泉州タマネギの栽培が吉見で始まり、春日神社境内に「泉州珠葱栽培之祖」の碑が建っている。大正期には近世より盛んに行われていた機業を背景に谷口房蔵が吉見紡績を創立。谷口氏の別邸は現在田尻歴史館となっている。

## 世帯数と人口
2020年（令和2年）5月1日現在（田尻町発表）の世帯数と人口は以下の通りである。
| 大字 | 世帯数    | 人口    |
| ---- | --------- | ------- |
| 吉見 | 1,638世帯 | 3,852人 |

### 人口の変遷
国勢調査による人口の推移。
| 1995年（平成7年）  | 3,333人 | [ 5 ] |  |
| 2000年（平成12年） | 3,406人 | [ 6 ] |  |
| 2005年（平成17年） | 3,240人 | [ 7 ] |  |
| 2010年（平成22年） | 3,336人 | [ 8 ] |  |
| 2015年（平成27年） | 3,385人 | [ 9 ] |  |

### 世帯数の変遷
国勢調査による世帯数の推移。
| 1995年（平成7年）  | 1,101世帯 | [ 5 ] |  |
| 2000年（平成12年） | 1,201世帯 | [ 6 ] |  |
| 2005年（平成17年） | 1,140世帯 | [ 7 ] |  |
| 2010年（平成22年） | 1,263世帯 | [ 8 ] |  |
| 2015年（平成27年） | 1,328世帯 | [ 9 ] |  |

## 事業所
2016年（平成28年）現在の経済センサス調査による事業所数と従業員数は以下の通りである。
| 大字 | 事業所数  | 従業員数 |
| ---- | --------- | -------- |
| 吉見 | 118事業所 | 739人    |

## 施設

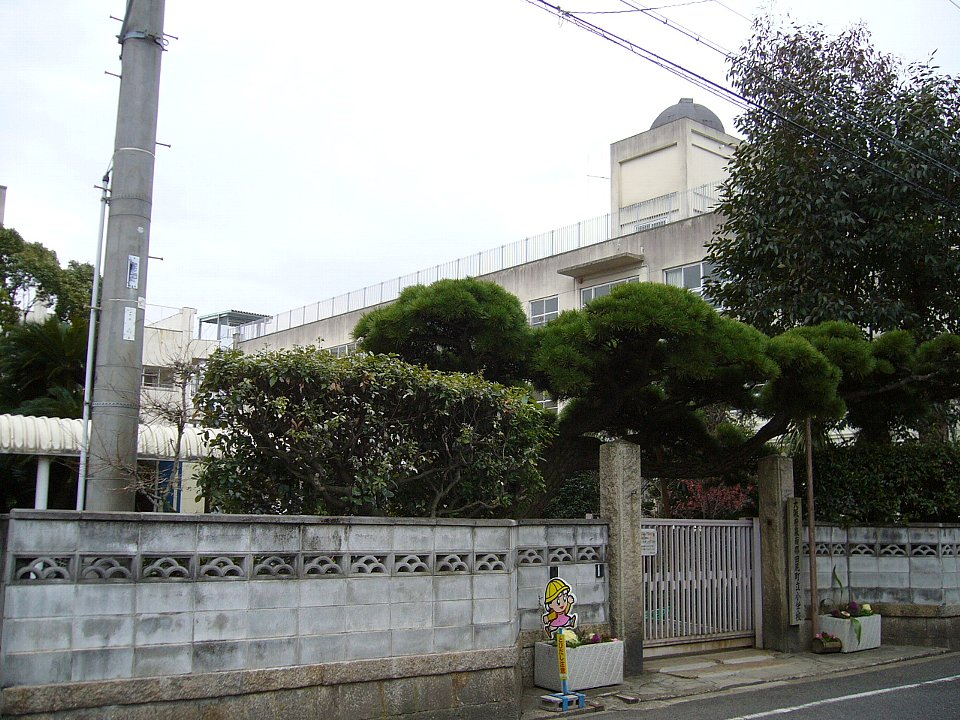
田尻町立小学校

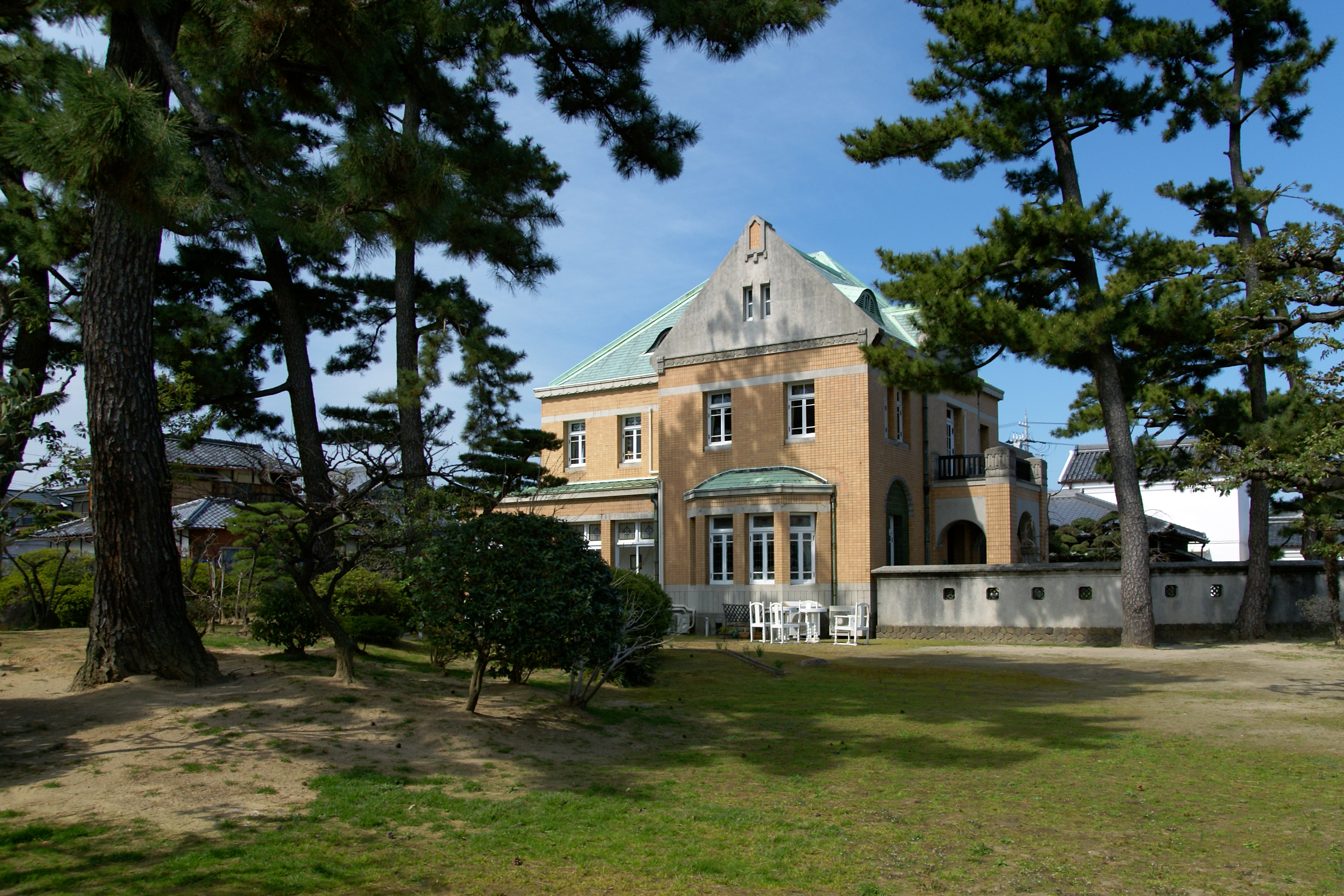
田尻歴史館庭園から洋館を望む

- 田尻町立小学校
- 田尻歴史館
- 大阪府田尻地盤沈下観測所
- 田尻町浄水場
- 田尻町葬祭場

## 交通

### 鉄道
- 南海電鉄南海本線 - 吉見ノ里駅

### 道路
- 大阪府道63号泉佐野岩出線（大阪府道204号堺阪南線と重複）
- 大阪府道250号鳥取吉見泉佐野線（孝子越街道）
- 大阪府道251号新家田尻線

## その他

### 日本郵便
- 郵便番号 : 598-0092[3]（集配局：泉佐野郵便局[11]）。